# Metalimax
Metalimax (лат.) — род наземных стебельчатоглазых брюхоногих моллюсков семейства лимацид (Limacidae) подсемейства Eumilacinae. В его состав входят два вида слизней средних размеров: Metalimax elegans и Metalimax varius. Длина тела при сокращении до 40 мм. Ареал рода охватывает западную часть Большого Кавказа. Обитают слизни в лесах различных типов, укрываясь в дневное время в подстилке, под валежинами, в гниющей древесине, и под камнями.

## Описание
Слизни средних размеров — длина при сокращении до 40 мм. Тело стройное, с узкой подошвой. Киль развит в различной степени. Мантия сравнительно крупная, занимает около 1/3 тела. Передняя часть мантии округлая, задняя — с острым углом. Капюшон крупный. Пневмостом расположен сильно антемедиально (то есть на передней половине мантии).
Ось сердца наклонена направо под углом 45°. Аорта очень длинная. Почка, как у представителей рода Eumilax. Мочевой пузырь сильно вытянут к середине мантийного комплекса.
Кишечник образует три петли. Третья петля очень короткая, с довольно длинной слепой кишкой.
Пенис длинный, почти цилиндрический, без дополнительных органов. Внутри него имеются продольные пилястры. Спермовидукт очень длинный, вблизи небольшого атриума разделяется на лентовидную простату и матку. Семяпровод впадает в пенис апикально или почти апикально. Семяприёмник почти сидячий.

## Распространение и экология
Ареал рода охватывает западную часть Большого Кавказа. На северных отрогах Metalimax varius распространён от Новороссийска до реки Белой, на южных — от реки Аше до реки Гумисты. Metalimax elegans обитает в пределах западной Грузии и Абхазии на Рачинском, Эгрисском и Кодорском хребтах, а также был отмечен вблизи Алагира в Северной Осетии.
Представители рода обитают в лесах различных типов, укрываясь в дневное время в подстилке, под валежинами, в гниющей древесине, и под камнями.
Продолжительность жизни у M. varius, по всей видимости, составляет 1 год. Молодые особи появляются во второй половине лета. Осенью взрослые слизни встречаются редко.

## Таксономия
Род был описан немецким зоологом Генрихом Зимротом в 1896 году. В 1902 году им был описан слизень Metalimax elegans, который впоследствии был обозначен как типовой вид рода Metalimax (по первоначальной монотипии).
В 1912 году Зимрот отнёс к этому роду вид Metalimax varius, изначально описанный в составе рода Paralimax (синоним рода Eumilax), и Metalimax reibischi, ранее включаемый в род Mesolimax. Тогда же он описал вид Metalimax mlokosieviczi Simroth, 1912 по одному экземпляру (голотип; хранится в Зоологическом институте Российской Академии наук), для которого была характерна одноцветно чёрная окраска, крупный волнистый киль, простирающийся на всю спину, наличие папиллы в пенисе и пневмостом, расположенный в задней половине мантии. Голотип M. mlokosieviczi, а также позднее найденный второй экземпляр являлись очень молодыми слизнями с недоразвитыми половыми органами. Автор выделял M. mlokosieviczi в отдельный подрод — Metalimacoides, а M. elegans, M. varius и M. reibischi относил к подроду Metalimax s. s.
В 1980 году Илья Михайлович Лихарев и Анджей Хуберт Виктор выделили роды Metalimax и Eumilax в отдельное подсемейство — Eumilacinae. Не обнаружив различий в строении половой системы, авторы свели вид M. reibischi в синонимы к M. varius. Также они считали, что M. mlokosieviczi не относится к роду Metalimax и возможно был описан по молодым экземплярам Svanetia caucasica, у которых имеется папилла в пенисе.

### Классификация
В состав рода входят 2 вида (не считая Metalimax palatovi Schikov & Komarov, 2022, описание которого на момент 2024 года ещё не было опубликовано):
- Metalimax elegans Simroth, 1902typus. Длина при сокращении до 40 мм. Окраска серовато-лиловая, с рисунком в виде сравнительно крупных тёмных пятен. Мантия с тёмными боковыми полосами. Половой ретрактор крепится к пенису приблизительно на его середине, где имеется небольшой перегиб[16].
- Metalimax varius (O. Boettger, 1884). Длина ползущей особи до 60 мм, сократившейся — до 35 мм. Окраска серовато-жёлтая или красновато-лиловая. Тело покрыто неравномерно расположенными мелкими чёрными пятнами, которые не заметны невооружённым глазом, и при сильном развитии тёмного пигмента сливаются, образуя рисунок в виде меандр. Половой ретрактор крепится к заднему концу пениса[14].

## Комментарии
1. ↑  Заявленная дата публикации 1901 год, но см. Zoologisches Centralblatt, 9[9] (с. 702): «Die… im Sommer 1902 herausgegebene Monographie» («… монография, изданная летом 1902 года»)[10].